# Vincenzo Gioberti
Pour l’article homonyme, voir Vincenzo Gioberti (destroyer).
Vincenzo Gioberti, né à Turin le 4 avril 1801 et mort à Paris le 26 octobre 1852, est un philosophe et homme politique italien. C'est un des théoriciens et des acteurs du Risorgimento.

## Biographie

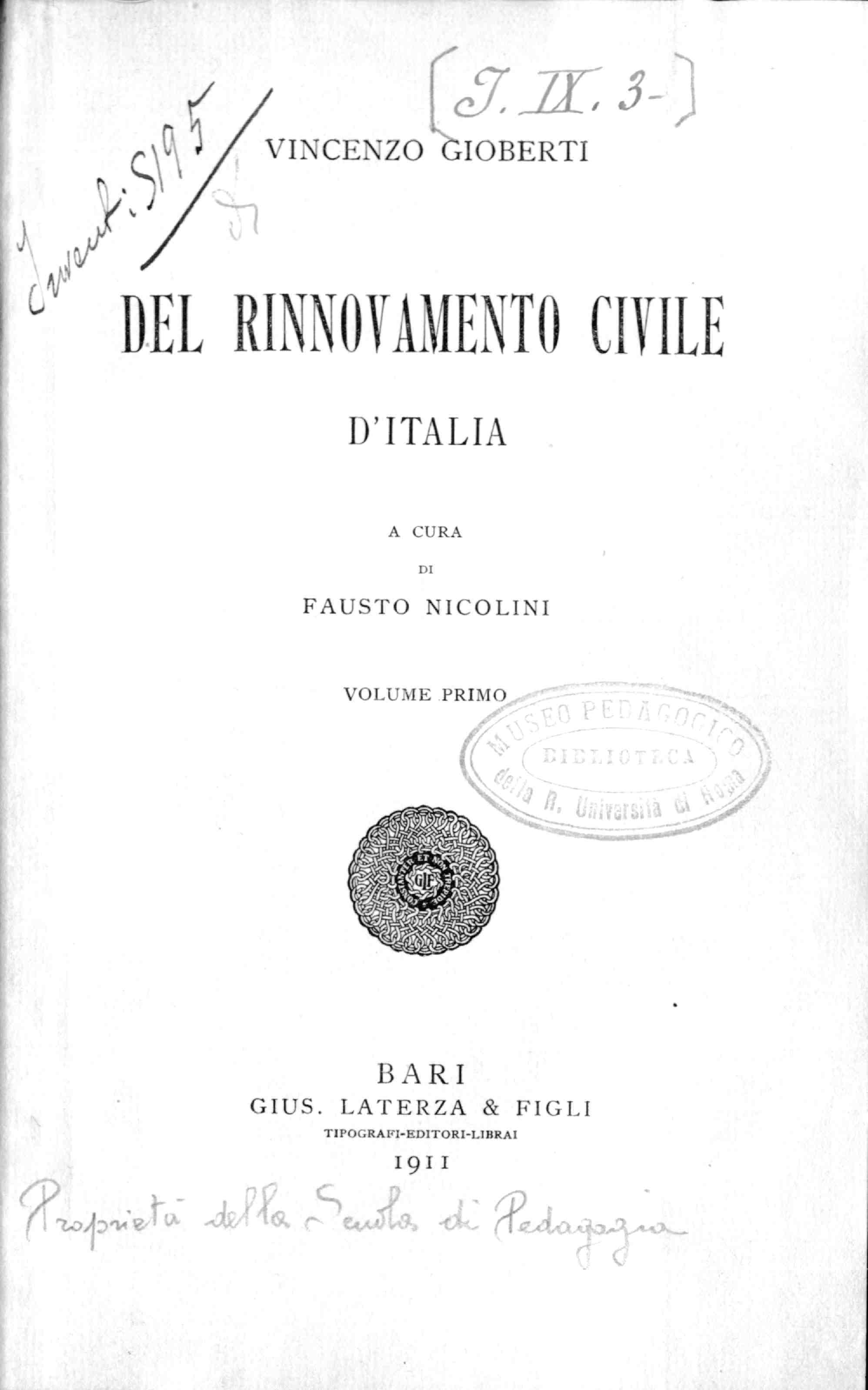
Del rinnovamento civile d'Italia, 1911

Ordonné prêtre en 1825, Vincenzo Gioberti est professeur à l'université de Turin puis aumônier de Charles-Albert l'héritier du trône de Sardaigne. Il sympathise avec le mouvement Giovine Italia de Mazzini dont il est un collaborateur sous le pseudonyme de Demophile. Ces sympathies lui valent d'être emprisonné pendant quatre mois à Turin, puis il doit s'exiler (1834) à Paris puis à Bruxelles.
Dans son livre Primato morale e civile degli Italiani, publié en 1843, il propose la formation d'une confédération des états italiens sous la présidence du pape. C'est la théorie néo-guelfiste. Pie IX le surnomme le Père de la Patrie. Cette théorie eut une immense influence dans les milieux favorables à l'unification de l'Italie (le risorgimento). En 1848, profitant de la situation révolutionnaire, il regagne Turin. Il est élu député de Gênes et de Turin. Il devient président de la chambre des députés du royaume de Sardaigne, puis ministre de l'instruction publique. Le 16 décembre 1848, le roi Charles-Albert le nomme premier ministre. Dépassé par l'aile gauche de sa coalition, il démissionne le 29 mars 1849. Le nouveau roi Victor-Emmanuel II le nomme ambassadeur extraordinaire à Paris, où il tente sans succès d'obtenir une intervention de la république française en faveur de l'Italie. Dans son ouvrage Del rinnovamento civile d'Italia (1849), il se rallie à l'idée que la maison de Savoie devait prendre la tête du mouvement d'unification de l'Italie. Les attaques qu'il contient contre le pape Pie IX le font mettre à l'Index.